# Straßenlauf-Länderkampf der Männer 1979 Schweiz – Deutschland – Niederlande
| 8. Leichtathletik-Länderkampf mit bundesdeutscher Beteiligung 1979       | 8. Leichtathletik-Länderkampf mit bundesdeutscher Beteiligung 1979 |
| ------------------------------------------------------------------------ | ------------------------------------------------------------------ |
|                                                                          |                                                                    |
| Straßenlauf-Vergleich der Männer: Schweiz – BR Deutschland – Niederlande |                                                                    |
| Austragungsort                                                           | Basel                                                              |
| Wettbewerbe                                                              | 1                                                                  |
| Datum                                                                    | 4. August                                                          |
| 1. NLD 2. FRG 3. SUI                                                     | 8:10:28 h 8:13:35 h 8:15:52 h                                      |
| Chronik                                                                  |                                                                    |
| ← FRA-FRG-DNK-SWE-SUI 00Geher (F)                                        | FRG-BEL (M) →                                                      |

Der achte Vergleich des Länderkampfjahres 1979 war ein Vergleich der Straßenläufer. Am 4. August wurde in Basel der schon traditionelle Dreiervergleich zwischen der Schweiz, der Bundesrepublik Deutschland und den Niederlanden ausgetragen. Zum nun siebzehnten Mal fand dieses Aufeinandertreffen als einziger Straßenlauf-Länderkampf des Jahres 1979 statt. In den ersten elf vorangegangenen Begegnungen hatten immer die bundesdeutschen Läufer vorne gelegen, doch von 1974 bis 1977 hatte sich vier Mal in Folge das Team aus der Schweiz vor der bundesdeutschen Mannschaft durchgesetzt. Im Vorjahr war diese Serie durch den zwölften Sieg des bundesdeutschen Teams gestoppt worden.

## Modus
Ausgetragen wurde wie gewohnt ein Straßenlauf über 30 Kilometer. Jede Nation stellte maximal sechs Läufer, von denen die fünf Besten über die Addition ihrer Zeiten gewertet wurden. 

## Ergebnis
In der Einzelwertung gab es einen niederländischen Doppelsieg. Auch die weiteren Platzierungen der Niederländer auf den Rängen acht, neun und elf brachten ihr Team in der Summe auf eine Endzeit von 8:10:28 Stunden. Die Niederlande durfte sich damit über ihren ersten Sieg in diesen Dreiländerkämpfen freuen. Die drei Mannschaften lagen in der Endabrechnung so nah zusammen wie nie zuvor. Mit gut drei Minuten Rückstand folgte die Bundesrepublik Deutschland auf Platz zwei. Weitere gut zwei Minuten dahinter belegte die Schweiz den dritten Rang.

## Legende
Kurze Übersicht zur Bedeutung der Symbolik – so üblicherweise auch in sonstigen Veröffentlichungen verwendet:
| DNF | nicht im Ziel (did not finish) |

## Resultat

### 30-km-Straßenlauf
| Platz | Athlet           | Land | Zeit (h)       |
| ----- | ---------------- | ---- | -------------- |
| 01    | Roelof Veld      | NLD  | 1:35:19        |
| 02    | Cor Vriend       | NLD  | 1:35:47        |
| 03    | Albrecht Moser   | SUI  | 1:35:52        |
| 04    | Reinhard Leibold | FRG  | 1:35:59        |
| 05    | Falko Will       | FRG  | 1:36:10        |
| 06    | Fritz Rüfenacht  | SUI  | 1:36:32        |
| 07    | Anton Gorbunow   | FRG  | 1:38:38        |
| 08    | Jack Spijkerboer | NLD  | 1:39:13        |
| 09    | Gerard Mentink   | NLD  | 1:39:40        |
| 10    | Josef Peter      | SUI  | 1:39:49        |
| 11    | Barry Kneppers   | NLD  | 1:40:29        |
| 12    | Richard Umberg   | SUI  | 1:41:02        |
| 13    | Stefan Pichler   | FRG  | 1:41:17        |
| 14    | Peter Alt        | FRG  | 1:41:31        |
| 15    | Henk Kalf        | NLD  | 1:41:40        |
| 16    | Guido Rhyn       | SUI  | 1:42:37        |
| 17    | Florian Züger    | SUI  | 1:46:06        |
| DNF   | Günter Zahn      | FRG  | nach ca. 17 km |